# C.C 메르세데스
크리스토퍼 크리스스토모 메르세데스(Cristopher Crisostomo Mercedes, 1994년 3월 8일 ~ )는 도미니카 공화국의 야구 선수이자, 현 KBO 리그 키움 히어로즈의 투수이다.

## 일본 프로야구 시절
2017년에 요미우리 자이언츠에 입단하였다.

## 한국 프로야구 시절

### 키움 히어로즈시절
2025년 7월 30일에 케니 로젠버그를 대체할 외국인 투수로 영입되었다.